# اندیس طلای چاه موسی (چاه مسی)
طلای چاه موسی(چاه مسی) یک اندیس فلزی است که در  استان سمنان قرار دارد و مادهٔ معدنی موجود در آن، طلا است.  